# Islas Reef
Las islas Reef son un archipiélago de unas 16 islas en la parte del noroeste de la provincia de Temotu en las Islas Salomón. Estas islas históricamente también han sido conocidas por los nombres de islas Swallow e islas Matema.

## Geografía
Las islas se encuentran a unos 80 km al norte de Nendö, la mayor de las islas Santa Cruz. El centro del grupo está aproximadamente a 10° 12' 36" S lat., 166° 10' 12" E. long.
El archipiélago está compuesto por las islas y atolones:
- Lomlom
- Nifiloli
- Fenualoa
- Ngalo
- Ngawa
- Ngandeli
- Nyibangä Temââ
- Nyibangä Nede
- Isla Matema
- Ngatendo
- Isla Pigeon

Numa Miombilou o "Gran Arrecife" es un banco continuo, que se extiende unos 25 km (15,5 mi) al oeste de Nifiloli. Alrededor de 10 km (6,2 mi) al sur de este banco hay 4 pequeños arrecifes de coral:
- Malani
- Malim
- Manuwa
- Matumbi

Separadas de estos grupos se encuentran las que se llaman "islas exteriores":
- Nalongo and Nupani
- Nukapu
- Makalom
- Pileni
- Patteson Shoal

## Población e idiomas
La población total de las Islas Reef es de unos 5.600, según estimaciones de 2003. Esto incluye una comunidad de la polinesia, que se cree es descendiente de la gente del norte de Tuvalu.
En las islas Reef se hablan dos lenguas muy diferentes, ambas oceánicas, pero genealógicamente y tipológicamente muy diferentes. Los habitantes de Pileni, Matema, Nupani y Nukapu, hablan Vaeakau-Taumako (a.k.a. Pileni), un lenguaje secundario polinesio. El resto de la población melanesia (no polinesia) habla Äiwoo, un miembro de las lenguas oceánicas del grupo Reefs-Santa Cruz.